# وییا ده مایو
وییا ده مایو (به اسپانیایی: Villa de Mayo) شهری در کشور آرژانتین، استان بوئنوس آیرس است که در سال ۲۰۰۹ میلادی، حدود ۴۳٬۴۰۵ نفر جمعیت داشته است.